# Mai 2023
Mai 2023 est le cinquième mois de l'année 2023.

## Environnement
Le mois de mai 2023 est le deuxième mois de mai le plus chaud enregistré au niveau mondial. Et au niveau des températures océaniques, il s'agit du mois de mai le plus chaud jamais enregistré, avec une température moyenne en surface (hors zones prises dans les glaces) d'environ 19,7 °C, soit 0,26 °C au-dessus de la moyenne 1991-2020. Les océans ont absorbé environ 90 % de l'augmentation des chaleurs causées par les activités humaines, et leur capacité à absorber le dioxyde de carbone diminue. Ceci se produit alors que les mers non-polaires avaient déjà connu leur record de température annuel le mois précédent, en avril 2023.
Le mois de mai 2023 est également marqué par des feux de forêts au Chili, au Canada — en Alberta et en Nouvelle-Écosse — et en Espagne. Espagne où, à cause du réchauffement climatique, le printemps météorologique, délimité du 1er mars au 31 mai, est le deuxième plus sec et le plus chaud jamais enregistré, la température moyenne dans le pays de 14,2 °C, soit 1,8 °C de plus que la normale de saison et 0,3 °C de plus que le dernier printemps record datant de 1997.

## Événements
- 7 avril au 1er mai : championnat du monde d'échecs.
- 15 avril au 1er mai : championnat du monde de snooker à Sheffield en Angleterre.
- À partir du 2 mai : le cyclone Mocha frappe la Birmanie et le Bangladesh, tuant plus de 400 personnes[3].
- 3 mai : en Serbie, une fusillade dans une école de Belgrade fait neuf morts.
- 3 mai et 9 mai : la découverte de 34 nouveaux satellites naturels de Saturne est annoncée, faisant de cette planète la première avec plus de 100 satellites identifiés.
- 3 au 10 mai : au moins 60 personnes sont tuées dans des violences entre groupes ethniques au Manipur, en Inde[4].
- 4 mai : une nouvelle fusillade en Serbie fait 8 morts et 14 blessés à Velika Ivanča.
- 5 mai : 
  - au moins une personne est tuée et douze autres sont blessées dans un tremblement de terre de magnitude 6,2 dans la préfecture d'Ishikawa au Japon[5] ;
  - l'OMS lève l’état d’urgence sanitaire mondial de la pandémie de Covid-19 qui a coûté la vie à plus de 7 millions de personnes dans le monde[6].
- 6 mai : couronnement de Charles III et de Camilla Parker Bowles au Royaume-Uni.
- 6 au 28 mai : 106e édition du Tour d'Italie.
- 7 mai : élections constituantes chiliennes. Le Parti républicain, d'extrême droite, arrive en tête.
- 7 au 14 mai : championnats du monde de judo.
- 9 mai : en Tunisie, une fusillade à Djerba fait six morts.
- 11 mai : 33 villageois sont assassinés dans le département de Tchériba, dans le cadre de l'insurrection djihadiste au Burkina Faso[7].
- 12 au 28 mai : championnat du monde de hockey sur glace.
- 12 au 13 mai : au Pakistan, une prise d'otages dans une base de Muslim Bagh dans le district de Killa Saifullah, dans le cadre des guerres baloutches, cause la mort des six assaillants, de six membres des forces de sécurité de l'État et d'un civil[8].
- 13 mai :
  - élections législatives en Mauritanie ;
  - finale du Concours Eurovision de la chanson à Liverpool au Royaume-Uni.
- 14 mai :
  - élections législatives en Thaïlande ;
  - élections législatives et élection présidentielle en Turquie.
- 15 mai :
  - la Moldavie annonce le début de sa procédure de retrait de la Communauté des États indépendants[9] ;
  - le Kenya et la Somalie annoncent un accord pour rouvrir leur frontière terrestre au 1er juillet, officiellement fermée depuis 2011 en raison de l'insurrection des islamistes radicaux shebab[10].
- du 16 au 27 mai : 76e édition du Festival du Film de Cannes, en France.
- du 19 au 21 mai : sommet du G7 à Hiroshima au Japon.
- du 20 mai au 11 juin : coupe du monde de football des moins de 20 ans en Argentine.
- du 20 au 28 mai : championnats du monde de tennis de table en Afrique du Sud.
- 21 mai :
  - élections législatives en Grèce ;
  - élections législatives au Timor oriental.
- 22 mai : la Papouasie-Nouvelle-Guinée et les États-Unis signent un pacte de sécurité qui verra des troupes américaines stationnées dans le pays[11].
- 25 mai : la Russie et la Biélorussie signent à Minsk un accord autorisant le stationnement d'armes nucléaires tactiques russes sur le territoire biélorusse[12].
- 27 mai : élections législatives en Mauritanie (2e tour).
- 28 mai :
  - élections aux parlements des communautés autonomes d'Espagne ;
  - élection présidentielle en Turquie (2d tour), Recep Tayyip Erdoğan est réélu.
- 28 mai au 3 juin : Jeux des petits États d'Europe à Malte.
- 28 mai au 11 juin : Internationaux de France de tennis à Paris.
- 30 mai : élections sénatoriales aux Pays-Bas.
- 30 mai au 3 juin : 8e édition de la Coupe du monde de basket-ball 3×3.
- 31 mai : élection présidentielle en Lettonie, Edgars Rinkēvičs est élu président de la République.